# Edward Settle Godfrey
Edward Settle Godfrey (9 octobre 1843 – 1er avril 1932) est un officier de la United States Army qui participa à de nombreuses campagnes contre les Amérindiens. Il reçut la Medal of Honor pour sa participation à la bataille de Bear Paw lors de la guerre des Nez-Percés en 1877.

## Biographie
Edward Settle Godfrey est né le 9 octobre 1843 à Kalida en Ohio. En avril 1861, au déclenchement de la guerre de Sécession, il s'engage dans le 21st Ohio Infantry (en) et participe en juillet à la bataille de Scary Creek (en). Il intègre en 1863 l'académie militaire de West Point et en sort diplômé en 1867. Il rejoint alors le 7e régiment de cavalerie avec le grade de second lieutenant et participe à de nombreuses campagnes contre les Amérindiens. Gravement blessé à la bataille de Bear Paw le 30 septembre 1877 durant la guerre des Nez-Percés, il reçoit la Medal of Honor ainsi qu'un brevet de major pour sa bravoure.
Il rejoint brièvement le 1er régiment de cavalerie en 1896 avant de réintégrer le 7e de cavalerie l'année suivante, et ce jusqu'en 1901, date à laquelle il est nommé lieutenant-colonel dans le 12e régiment de cavalerie (en) après avoir servi à Cuba durant la guerre hispano-américaine. Il est ensuite promu au grade de colonel dans le 9e régiment de cavalerie (en) et sert durant la guerre américano-philippine. Il achève sa carrière en 1907 avec le grade de brigadier général, commandant du département du Missouri.
Il meurt le 1er avril 1932 à Cookstown dans le New Jersey et est enterré au cimetière national d'Arlington.